# Sweet Jazz Trio Live
Sweet Jazz Trio Live är ett musikalbum från 2002 av jazzgruppen Sweet Jazz Trio.

## Låtlista
1. Gnid (Tadd Dameron) – 6:19
2. I Want a Little Girl (Murray Mencher/Billy Moll) – 6:44
3. It's All Right with Me (Cole Porter) – 7:28
4. Oh, Lady Be Good (George Gershwin/Ira Gershwin) – 4:36
5. Skylark (Hoagy Carmichael) – 2:24
6. My Old Flame (Arthur Johnston/Sam Coslow) – 6:45
7. There Is No Greater Love (Isham Jones/Marty Symes) – 4:38
8. Ask Me Now (Thelonious Monk) – 4:39
9. PeeWee's Blues (Pee Wee Russell) – 7:44
10. I'm Beginning to See the Light (Duke Ellington/Johnny Hodges/Harry James) – 7:01

## Medverkande
- Lasse Törnqvist – kornett
- Mats Larsson – gitarr
- Hans Backenroth – bas